# Abu Yazid al-Bistami

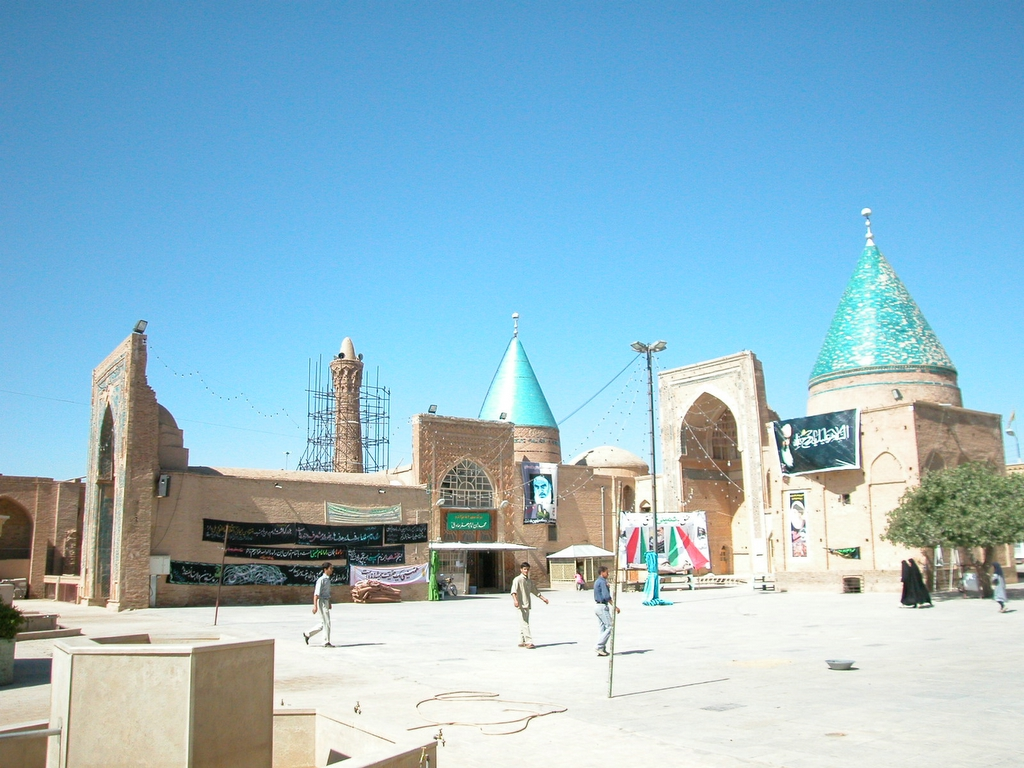
Abu Yazid al-Bistamis grav i Bastam nära Shahrud.

Abu Yazid al-Bistami, död på 870-talet, var en persisk mystiker.
Abu Yazid al-Bistami var en av de mest berömda mystikerna inom islam och den främste företrädaren för tidig persisk sufism. Hans läror fördes främst vidare av lärjungen Abu Musa ibn Isa.
Central del av läran var att eliminera egot och befria det gudomliga medvetandet för själens uppvaknande.